# Cratere Kuhn
Kuhn è un cratere lunare di 16,61 km situato nella parte sud-orientale della faccia nascosta della Luna.